# Hans Henning Ørberg
Hans Henning Ørberg, łac. Ioannes Montaurius (ur. 21 kwietnia 1920 w Andst, zm. 17 lutego 2010 w Grenaa) – duński językoznawca, autor rewolucyjnego podręcznika łaciny Lingua latina per se illustrata.

## Życiorys
Urodził się w rodzinie wikariusza Carla Emila Ørberga i Fridy Therkelsen Nyborg. Dorastał w Kolding, gdzie w 1938 roku ukończył gimnazjum języków nowożytnych. W latach 1940–1945 pracował jako stenograf w Riksdagu. W roku 1946 uzyskał na Uniwersytecie Kopenhaskim tytuł magistra z języka angielskiego, francuskiego i łaciny (pierwotnie trzecim był język niemiecki; Ørberg zmienił go na łacinę w proteście przeciw okupacji Danii). Większą część życia (lata 1946–1952 i 1961–1989) poświęcił na nauczanie tych języków w duńskich szkołach.
W latach 1953–1961 pracował w Naturmetodens Sproginstitut – instytucji poświęconej metodzie naturalnej nauczania języków obcych. Tam napisał podręcznik łaciny Lingua Latina secundum naturae rationem explicata, wydany w roku 1955. W 1990 roku unowocześnił swój system i zmienił tytuł na Lingua Latina per se illustrata. Czas emerytury poświęcił na kierowanie wydawnictwem Domus Latina i międzynarodowe wykłady na temat swojej metody nauczania.

## Lingua latina per se illustrata
Lingua latina per se illustrata Ørberga opiera się na wnioskowaniu z kontekstu. Nietypowy dla kursów łaciny jest nacisk na wymowę i zrozumienie tekstów, w odróżnieniu od ich tłumaczenia na język ojczysty. Uczeń rozpoczyna od prostych zdań, jak Rōma in Italiā est, następnie gramatyka tekstów staje się stopniowo coraz bardziej złożona, dopóki nie przejdzie się płynnie do oryginalnych tekstów autorów łacińskich. Obie części podręcznika: Familia Romana i Roma Aeterna są w całości, wraz z objaśnieniami gramatycznymi, napisane po łacinie, lecz system Ørberga nie wymaga od uczniów używania słownika. Treść czytanek można zrozumieć dzięki ilustracjom i kontekstowi, odnoszącemu się do poprzednio poznanych wyrazów.